# Muzeum Minerałów Skarby Ziemi w Bielsku-Białej
Muzeum Minerałów SKARBY ZIEMI – prywatne muzeum Piotra Kotuli z siedzibą w mieście Bielsko-Biała.
Muzeum Minerałów Skarby Ziemi powstało w grudniu 2016 roku i zlokalizowane jest w centrum miasta. Zbiory prezentowane są w dwóch salach – głównej oraz mikroskopowej. Łączna powierzchnia Muzeum to około 75 metrów kwadratowych.
Aktualnie w muzeum prezentowanych jest 800 okazów (ponad 550 rodzajów), podzielonych według klasyfikacji Hugo Strunza (pierwiastki rodzime, siarczki, halogenki, Ttlenki i wodorotlenki, węglany, borany, siarczany, wolframiany, fosforany, arseniany, wanadany, krzemiany, substancje organiczne).
Ekspozycja prezentuje różnorodność minerałów i ich form krystalicznych. W kolekcji dominują krzemiany (głównie kwarce takie jak: ametyst, kryształ górski, kwarc dymny, awenturyn). Do najrzadszych okazów w muzeum należą: fersmit, kamacyt, rosenbuschyt, rutherfordyn, scainiit czy zalesiit.
Podczas zwiedzania wyświetlany jest dydaktyczny film na temat minerałów i skał. Podczas filmu podświetlane zostają wybrane minerały. Małe okazy minerałów tzw. mikrominerały prezentowane są w sali mikroskopowej, w której minerały można oglądać w powiększeniu. W tej sali można również obserwować preparaty minerałów pod mikroskopem polaryzacyjnym. W specjalnej gablocie eksponowane są minerały świecące w świetle ultrafioletowym.
Wstęp do Muzeum jest płatny. Muzeum jest obiektem całorocznym, czynnym codziennie oprócz niedzieli i świąt. Przy placówce funkcjonuje sklep oferujący biżuterię i minerały oraz pracownia szlifierska.